# Vicent Romano
Vicent Romano (italià: Vincenzo Romano)  (Torre del Greco, 3 de juny de 1751 - Torre del Greco, 20 de desembre de 1831) va ser un sacerdot italià catòlic que ha estat proclamat sant.
Era un rector del poble d'Herculano que es distingia per la seva manera de viure senzilla i per la seva cura dels orfes. Els invasors francesos, a més d'alguns grups polítics italians, el van oprimir a ell i la seva feina. La gent de Torre del Greco li va atorgar el sobrenom de "sacerdot obrer" a causa del seu treball vers els pobres i pel seu compromís amb les necessitats socials de les persones de la regió napolitana. També es va destacar pels seus esforços en la reconstrucció de gran part de Nàpols després de l'erupció del Vesuvi de 1794 en què ell mateix va netejar runa i va organitzar els esforços de reconstrucció.
Pau VI el va beatificar a finals del 1963 amb la confirmació de dos miracles atribuïts a la seva intercessió. La causa de la seva canonització s'havia obert el 22 de setembre de 1843 i Lleó XIII l'havia nomenat venerable el 1895. El Papa Francesc va confirmar la seva canonització que es va celebrar a la plaça de Sant Pere el 14 d'octubre de 2018.
El 2 de setembre de 1964 va ser proclamat patró del sacerdoci napolità. És el patró de la Torre del Greco, dels orfes i mariners. També és un mecenes contra els tumors de gola.

## Biografia

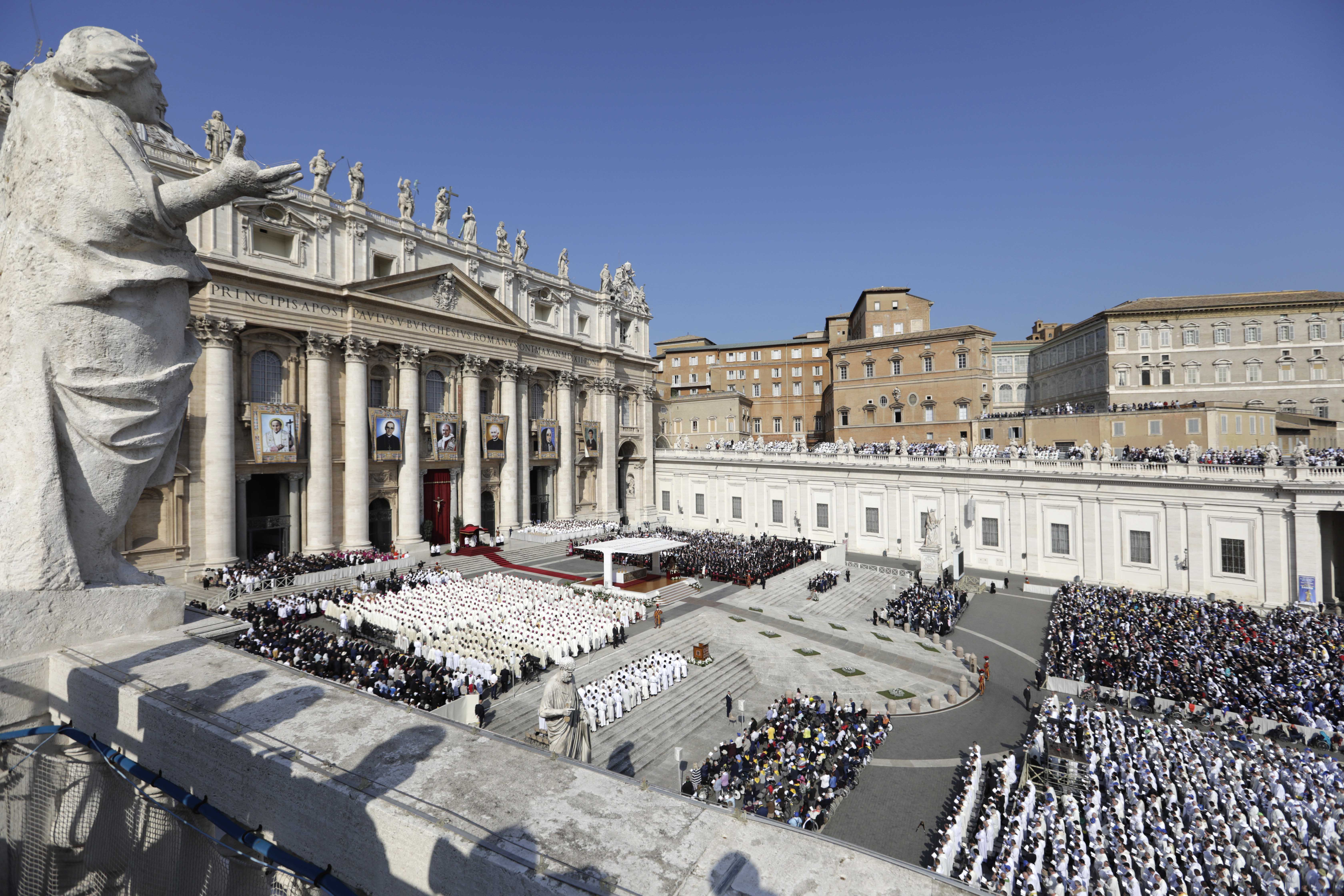
La canonització de Romano a l'octubre del 2018.

Va néixer el 3 de juny de 1751 de Nicola Luca i Maria Grazia Rivieccio, una parella pobre que vivia a la Via Piscopia de Torre del Greco, a Nàpols. Va ser batejat el 4 de juny a l'església de la Santa Croce amb el nom de "Domenico Vincenzo Michele Romano" i va ser nomenat Vincenzo en honor de Sant Vicent Ferrer. Els seus dos germans eren Pietro i Giuseppe.
Va estudiar els escrits d'Alfons Maria de Liguori i va desenvolupar una forta devoció a pregar a l'església. El pare Agostino Scognamiglio el va animar a seguir la vida religiosa. El seu pare havia desitjat que es convertís en orfebre, però va poder veure les inclinacions eclesials del seu fill des de la seva infància i va cedir als seus desitjos. El seu germà gran Pietro, que era sacerdot, el va recolzar. Va començar els seus estudis per al sacerdoci a Nàpols als catorze anys i va ser ordenat sacerdot el 10 de juny de 1775 a la Basílica de Santa Restituta. Va celebrar la seva primera missa l'11 de juny a Santa Croce. Durant els seus estudis per esdevenir sacerdot, va tenir com a guia espiritual a Mariano Arciero i també va estudiar la vida i els ensenyaments d'Alfons Maria de Liguori.
Va ser destinat a la Torre del Greco on va fer una vida senzilla i es va dedicar a la cura dels orfes i al treball amb seminaristes. Després de l'erupció del Vesuvi el 15 de juny de 1794 va treballar per reconstruir diversos edificis com la mateixa església de la de Santa Croce. Va dedicar hores a organitzar els esforços de reconstrucció després del desastre i fins i tot va netejar una gran quantitat de runa amb les seves pròpies mans. Va ser en el moment del desastre que va exercir com a tresorer i ajudant de pastor de Santa Croce. Es va ocupar de la reconstrucció el 1795 i es va consagrar l'església el 1827. Després de la mort del rector el 1799, es va convertir en el prebosts de la parròquia i es va dedicar a la reconstrucció de l'església. Va prestar molta atenció a la formació dels nens com a part de la seva educació, així com a la proclamació de l'Evangeli. Els invasors francesos de la zona el van oprimir a més dels diversos grups polítics italians.
Va morir el 20 de desembre de 1831 després de lluitar contra una llarga malaltia i les seves restes són enterrades a la seva església de Santa Croce. Joan Pau II va visitar la tomba de Romano l'11 de novembre de 1990. El cardenal Sisto Riario Sforza va aprovar la seva exhumació el 24 de novembre de 1856, i el cardenal Alessio Ascalesi va aprovar una segona exhumació el 13 d'octubre de 1927 per acostar les restes a les del seu nebot Felice. El cardenal Alfonso Castaldo va aprovar una tercera exhumació el 7 de setembre de 1963 per col·locar-les en una urna de bronze i vidre. Però el 4 de març de 1982 es va sol·licitar una altra exhumació a causa de complicacions de conservació que el cardenal Corrado Ursi va supervisar de l'1 al 4 de juliol de 1982. Les seves restes van ser reinterrompudes el 22 de novembre de 1982 després de la inspecció i l'exposició a la veneració.

## Canonització
El procés de beatificació va començar amb Gregori XVI el 22 de setembre de 1843 que el va proclamar Servent de Déu. L'obertura de la causa va obrir dos processos diocesans locals a Nàpols per reunir documents per a la causa i els testimonis d'individus; el primer va ser de 1846 a 1850 i un altre de 1853 a 1858. El 25 de març de 1895 va ser declarat Venerable després que Lleó XIII reconegués que Romano havia viscut una vida cristiana model d'heroica virtut. El reconeixement de dos miracles van permetre a Pau VI presidir la beatificació el 17 de novembre de 1963.
El tercer miracle necessari per a la seva canonització va ser sotmès a un tribunal diocesà de Nàpols i va concloure el 14 de setembre de 2015 en una missa que el cardenal Crescenzio Sepe va presidir per segellar les caixes de documentació abans d'enviar-les a la Congregació per a les Causes dels Sants. El Vaticà va rebre les caixes de documentació del procés l'1 de febrer de 2016 que van permetre iniciar l'anomenada "fase romana" del procés. Aquesta fase és aquella en què el miracle es posa sota investigació mèdica i teològica intensiva per determinar si la curació en qüestió és realment un miracle mitjançant la intercessió de Romano. El miracle de la curació d'un malalt de càncer es va validar finalment el 6 de febrer de 2018. El Papa Francesc va confirmar aquest miracle el 6 de març de 2018. La canonització es va celebrar a la plaça de Sant Pere el 14 d'octubre de 2018.